# Праздники Кубы
Официальные праздники Кубы.
| Дата       | Русское название                 | Местное название                                          | Примечания |
| 1 января   | Триумф революции                 | Triunfo de la Revolución                                  | Памятный день победы Кубинской революции 1959 года |
| 1 мая      | День рабочих                     | Día de los trabajadores                                   | — |
| 25 июля    | Канун дня взятия казарм Монкада  | Day Before the Asalto al cuartel Moncada.                 | — |
| 26 июля    | День взятия казарм Монкада       | Asalto al cuartel Moncada или Día de la Rebeldía Nacional | В 1953 году казармы Монкада стали объектом вооруженного нападения небольшой группы революционеров, которую возглавлял Фидель Кастро. Это нападение положило начало Кубинской революции. Дата боя дала имя революционной организации Фиделя Кастро − «Движение 26 июля». |
| 27 июля    | День после взятия казарм Монкада | Día de la Rebeldía Nacional                               | Третий день одного из важнейших национальных праздников. |
| 10 октября | День независимости Кубы          | Día de la Independencia                                   | В этот день Карлос Мануэль Сеспедес в 1868 году даровал свободу рабам и возглавил восстания против испанцев. |
| 25 декабря | Рождество Христово               | Navidad                                                   | До 1998 года, когда на Кубе с официальным визитом побывал папа римский Иоанн Павел II, этот день не считался выходным. |